# Calliste Lopinot
Calliste Lopinot OFMCap (geb. Paul Lopinot; * 25. Juni 1876 in Geispolsheim; † 25. Dezember 1966 in Rom) war ein römisch-katholischer Ordenspriester aus dem Elsass.

## Leben

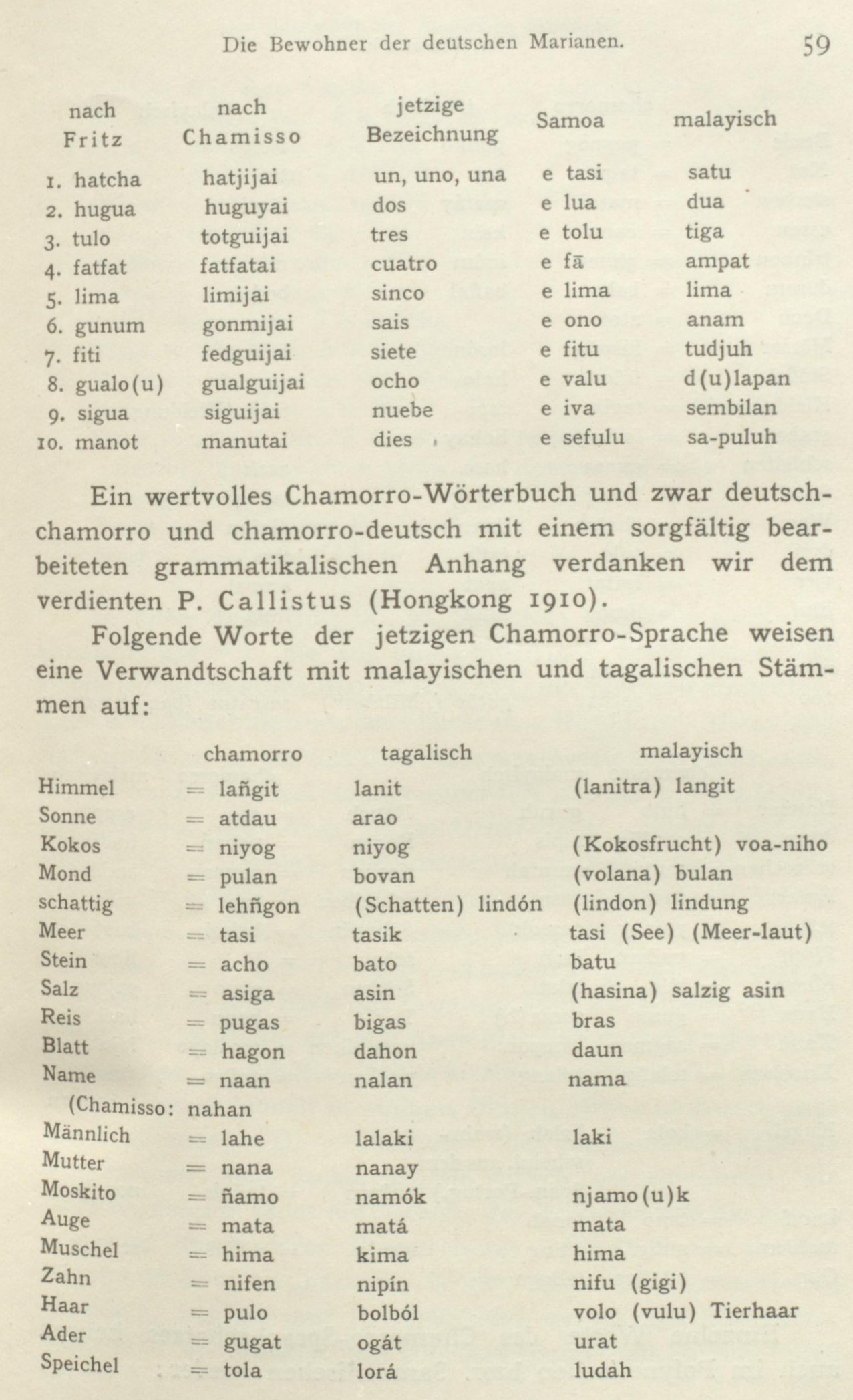
Pater Callist: Wörterbuch Chamorro-Deutsch

Lopinot trat 1892 in den Kapuzinerorden ein und wurde 1899 in Köln zum Priester geweiht. Ab 1904 wirkte er als Missionar auf den Karolinen, wo nach der Vertreibung der Spanier 1898 die deutsche Mission 1903 begonnen hatte. Von 1904 bis 1909 unterrichtete er an der Schule in Yap (auch Leiter der Meteorologiestation) und Saipan, dann in Palau.  Zur indigenen Chamorro-Sprache schrieb er eine Grammatik und ein Wörterbuch, unabhängig vom früheren Werk Georg Fritzens. Die US-Amerikaner ließen ihn nicht als geistliche Aufsicht auf ihr Territorium Guam. Nach einem Streit mit dem Kolonialbeamten Georg Fritz 1910 wechselte er auf die Philippinen in eine Gemeinde von Las Pinas bei Manila, im Mai 1914 auf eine neu angelegte, über 300 ha große Kokosplantage in Gayaba wenige Kilometer von Alexishafen auf Neuguinea, um die Mission zu finanzieren. Die Steyler Mission hatte es dort vorgemacht. Er blieb dort auch unter der australischen Besatzung bis zum deutschen Rückzug 1921, wobei er sich auf seine nichtdeutsche Herkunft aus dem Elsass berief.
1921 bis 1932 arbeitete er als Vizesekretär im zentralen Missionssekretariat der Kapuziner in Rom, 1924/25 schuf er im Auftrag von Papst Pius XI. die universale Missionsausstellung im Lateranpalast mit, um unter Kardinal Wilhelmus Marinus van Rossum die Aufgabe der Weltmission zu zentralisieren. Die Kapuziner verdankten ihm ein neues Missionsstatut, das Missionsarchiv und den Missionsatlas. Eine neue Aufgabe führte ihn als Apostolischer Präfekt der Insel Mayotte, Nossi-Bé und Komoren nach Ambanja auf Madagaskar, wo er die Kathedrale im späteren Bistum Ambanja baute, sich aber schließlich zurückziehen musste.
Seit 1937 bis zum Tod 1966 war er Konsultor der Kongregation de Propaganda Fide. Von Juli 1941 bis Oktober 1944 schickte ihn der Vatikan als geistlichen Beistand für 85 Katholiken jüdischer Herkunft in das Internierungslager Ferramonti-Tarsia, das britische Truppen am 17. September 1943 befreiten. Er baute eine Kapelle und las täglich eine Messe. Dabei taufte er mehr als 50 Juden, half aber auch anderen, indem er erhebliche Spendensummen zur Linderung der Not an Essen und Kleidung einwarb. Täglich gab es eine Suppe für Hungernde. Mit einigen Lagerinsassen empfing ihn Papst Pius XII. im Oktober 1944, der den Dank für seinen Schutz über die jüdischen Gefangenen erhielt.
1947 war er Kopräsident der Konferenz von Seelisberg im Auftrag des Vatikans, um den christlichen Antijudaismus aufzudecken und zu bekämpfen. Als Leiter der Kommission 3 und Nuntius des Vatikans erwartete er als Voraussetzung eines christlichen Schuldeingeständnisses und einer Korrektur der Lehre ein Zugeständnis von jüdischer Seite, was auf Widerstand der jüdischen Delegierten stieß. Schließlich trat er zurück. Nur ein Kompromiss konnte den Konflikt lösen: „Ihrerseits haben sich die jüdischen Teilnehmer bereit erklärt, darüber zu wachen, dass im jüdischen Unterricht alles vermieden werde, was das gute Einvernehmen zwischen Christen und Juden stören könnte.“ Aus der Kommission gingen die 10 Thesen von Seelisberg zum Verhältnis von Christen und Juden hervor: „Es ist hervorzuheben, dass Jesus von einer jüdischen Mutter aus dem Geschlechte Davids und dem Volke Israels geboren wurde, und dass seine ewige Liebe und Vergebung sein eigenes Volk und die ganze Welt umfasst.“ Solche Sätze waren für Katholiken in dieser Zeit noch ungewöhnlich.
1960 ging er hochbetagt in die arbeitsreiche Kommission, die unter Kardinal Agaganian das Thema Mission für das II. Vaticanum vorbereitete, das in der Erklärung Ad gentes 1965 neu belebt wurde. Er war Sekretär der Unterkommission V De cooperatione missionali fidelium (Missionarische Kooperation der Gläubigen), in der es um die Beziehungen zwischen den lokalen Bischöfen und Lopinots Dienstherrn, der Kongregation de Propaganda Fide, ging, also um Regionalismus oder Zentralismus.

## Einzelbelege
1. ↑  
Calixt v. Geistpolsheim Lopinot: Dilucidationes in statutum pro missionibus Ordinis FF. Minorum Capuccinorum, anno 1938 approbatum Appr. Apud Curiam Generalem FF. Min. Capuccinorum, 1949 (google.de [abgerufen am 21. August 2020]).
2. ↑  Dirk Spennemann: Mount Carmel in Garapan (Saipan) during the German Period. (PDF) Abgerufen am 22. August 2020 (englisch).
3. ↑  Eric Forbes: Father Callistus Lopinot. Abgerufen am 23. August 2020.
4. ↑  Pater Callistus: Chamorro Wörterbuch; nebst einer Chamorro-Grammatik. Typis Societatis Missionum ad Exteros, Hongkong 1910.
5. ↑  Provinzialat der Kapuziner (Hrsg.): Die Karolinenmission der spanischen und deutschen Kapuziner 1886–1919. Zusammengestellt nach den Jahresberichten von Callistus Lopinot. Koblenz-Ehrenbreitstein 1964.
6. ↑  Robert Streit: Die Weltmission der katholischen Kirche, Zahlen und Zeichen auf Grund der Vatikanischen Missionsausstellung 1925. 1928.
7. ↑  Susan Zuccotti: Under His Very Windows: The Vatican and the Holocaust in Italy. Yale University Press, 2002, ISBN 978-0-300-09310-0 (google.de [abgerufen am 21. August 2020]).
8. ↑  Susan Zuccotti: Père Marie-Benoît and Jewish Rescue: How a French Priest Together with Jewish Friends Saved Thousands during the Holocaust. Indiana University Press, 2013, ISBN 978-0-253-00866-4 (google.de [abgerufen am 21. August 2020]).
9. 1 2  Jehoshua Ahrens: Gemeinsam gegen Antisemitismus – Die Konferenz von Seelisberg (1947) revisited: Die Entstehung des institutionellen jüdisch-christlichen Dialogs in der Schweiz und in Kontinentaleuropa. LIT Verlag Münster, 2020, ISBN 978-3-643-14609-0 (google.de [abgerufen am 21. August 2020]).
10. ↑  Angela Rozumek: Die Caritas des Vatikans im Interniertenlager von Ferramonti-Tarsia bei Cosenza. In: Freiburger Rundbrief. Band XIII, Nr. 50/52, 1961, S. 33–35.
11. ↑  James B. Anderson: A Vatican II Pneumatology of the Paschal Mystery: The Historical-doctrinal Genesis of Ad Gentes I, 2-5. Gregorian Biblical BookShop, 1988, ISBN 978-88-7652-577-3 (google.de [abgerufen am 23. August 2020]).

| Personendaten    | Personendaten                                                           |
| ---------------- | ----------------------------------------------------------------------- |
| NAME             | Lopinot, Calliste                                                       |
| ALTERNATIVNAMEN  | Lopinot, Paul (Geburtsname); Pater Kalixt, Pater Callistus (Ordensname) |
| KURZBESCHREIBUNG | deutsch-französischer Kapuzinerpater                                    |
| GEBURTSDATUM     | 25. Juni 1876                                                           |
| GEBURTSORT       | Geispolsheim                                                            |
| STERBEDATUM      | 25. Dezember 1966                                                       |
| STERBEORT        | Rom                                                                     |